# Isocitrato deidrogenasi

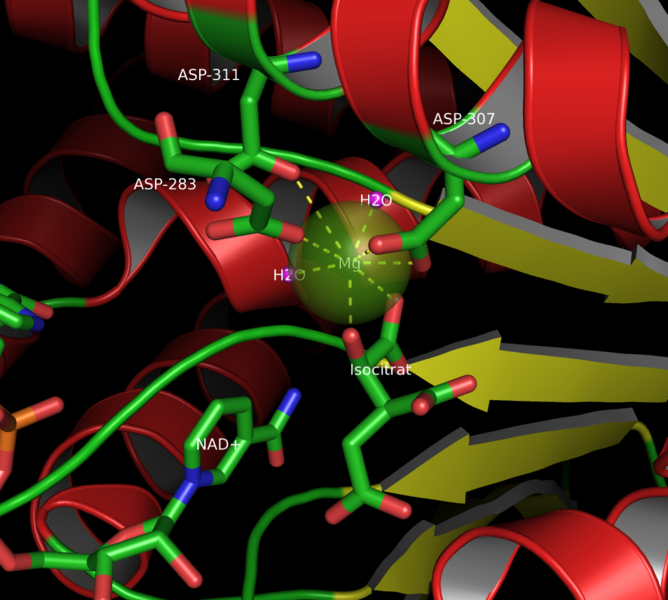
Il centro catalitico dell'enzima, con lo ione Mg^{2+} a stretto contatto con uno specifico amminoacido aspartato

L'isocitrato deidrogenasi (NAD+), detta anche IDH, è un enzima, appartenente alla classe delle ossidoreduttasi, che prende parte al ciclo di Krebs.

## Effetto
Catalizza la seguente reazione:
isocitrato + NAD+ ⇄ α-chetoglutarato + CO2 + NADH
L'enzima isocitrato deidrogenasi realizza la terza reazione del ciclo di Krebs (o ciclo dell'acido citrico) nella quale rilascia una molecola di CO2 in seguito all'ossidazione e alla decarbossilazione dell'acido isocitrico. Nella reazione vengono rimossi due idrogeni, il primo è uno ione idruro H- che, durante l'ossidazione, viene trasferito al NAD+. L'altro idrogeno viene rimosso come H+ durante la decarbossilazione.
Un'altra isoforma dell'enzima catalizza la stessa reazione, non nel ciclo di Krebs ma nel citosol e nei mitocondri, ed utilizza come cofattore il NADP+ al posto del NAD+.
L'energia libera di Gibbs correlata all'intera reazione è, in entrambi i casi, di -8.4 kJ/mol. IDH ha infatti una Km relativa all'isocitrato molto bassa.

## Struttura
La struttura dell'IDH umano non è ancora stata determinata. Si sa che la proteina è composta da 3 subunità, è allostericamente regolata, e richiede come substrato lo ione Mg2+ o il Mn2+. Una proteina omologa che abbia una struttura conosciuta è l'IDH NADP-dipendente di Escherichia coli, che ha solamente 2 subunità, un 13% di identità ed un 29% di somiglianza basata sulle sequenze di amminoacidi. Per tal motivo, si tratta solo di un lontano parente del IDH umano: la sua struttura tridimensionale non è attendibile per predire quella umana.

## Regolazione
Lo step catalizzato dall'IDH, a motivo del suo grande {\displaystyle DeltaH<<0}, è una delle reazioni irreversibili nel ciclo di Krebs e per questo deve essere accuratamente regolata per evitare un'inutile dispersione di isocitrato (e un conseguente accumulo di α-chetoglutarato).
La reazione è stimolata semplicemente dall'abbondanza di substrato (isocitrato, NAD+, Mg2+ / Ca2+), dall'inibizione dei prodotti (da parte del NADH e α-chetoglutarato), e dall'inibizione della reazione inversa (dall'ATP).